# 川後陽菜

川後陽菜（日语：／ Kawago Hina */?，1998年3月22日—）是日本女藝人、模特兒，為女子偶像團體青春女子學園和乃木坂46前成員、以及時尚雜誌《Popteen》前專屬模特兒。福岡縣出生，但在長崎縣長大。青春女子學園在籍時期使用川相陽菜做為藝名。2011年8月成為乃木坂46創團成員之一，至2018年12月20日畢業。

## 略歷

### 2011
- 8月21日，通過最終審查正式成為乃木坂46第一期成員，選拔時唱的歌曲是前田敦子的《Flower》。[3]

### 2015
- 6月29日，將從同年9月號開始作為時尚雜誌《Popteen》專屬模特兒。[4]

### 2018
- 10月2日，從《Popteen》11月號中專屬模特兒畢業。[5]
- 11月22日，宣布將從乃木坂46畢業，12月20日乃木坂46的「Under Live」演唱會關東系列為自身作為乃木坂46成員最後的活動[6]。之後以沒有所屬經紀公司的方式展開演藝活動。

### 2021
- 11月13日和中西香菜、尾形春水、林田真尋重新組成了新組合Youplus, 併於12月22日發布首個音源合集。[7]

## 人物
- 喜歡的演員是綾瀨遙。[8]
- 喜歡的動畫歌曲：新世紀福音戰士的殘酷天使的行動綱領、涼宮春日的憂鬱的晴天愉快。[8]
- 有兄弟姊妹。[8]
- 喜歡挑戰精神，討厭消極態度。[8]
- 參加乃木坂46最終徵選所演唱的歌曲是前田敦子的「Flower」。
- 熱愛動畫與角色扮演，在乃木坂的公開活動「コンベンション2011」中，與另一成員松村沙友理組隊，扮演傲嬌系的涼宮春日跳SOS團舞。
- 與成員大和里菜、畠中清羅、樋口日奈關係不錯，常一起出外活動。

## 演出

### 電視劇
- 欺詐偶像（さばドル；2012年1月14日 - 4月7日、東京電視台）- 飾 川後陽菜[9]

## 外部連結
- 川後陽菜 官方網站（日語）
- 川後陽菜的X（前Twitter）（日語）
- 川後陽菜的Instagram帳戶（日語）

乃木坂46時期
- 乃木坂46 川後陽菜 個人簡介（日語）（2011年8月21日-2018年12月31日）
- 乃木坂46 川後陽菜 官方部落格（日語）（2011年11月11日-2018年12月31日）
- 川後陽菜 官方755（日語）